# Wladimir Alexandrowitsch Kolokolzew

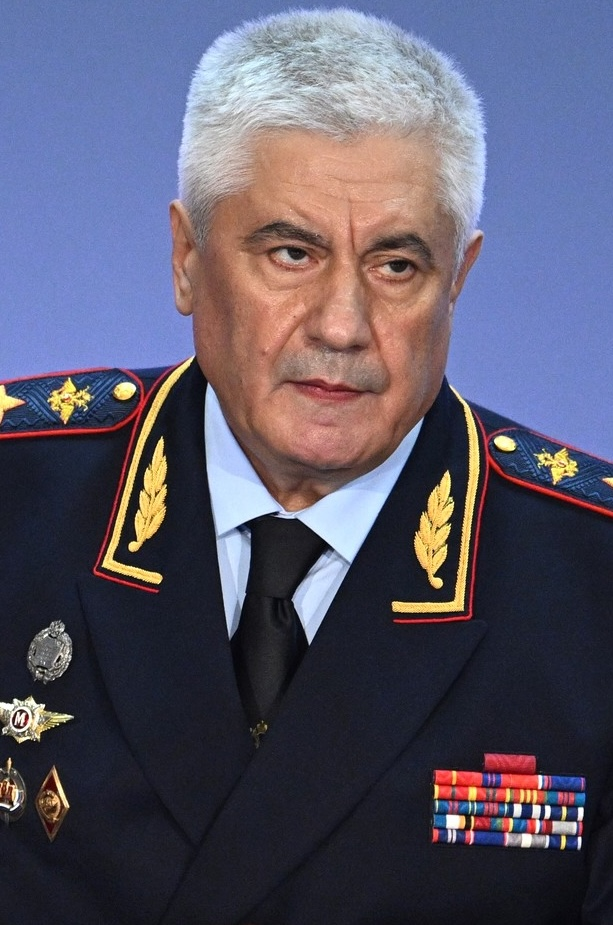
Wladimir Alexandrowitsch Kolokolzew, 2024

Wladimir Alexandrowitsch Kolokolzew (russisch Владимир Александрович Колокольцев; * 11. Mai 1961 in Nischni Lomow, Oblast Pensa) ist ein russischer Politiker. Er ist seit Mai 2012 Innenminister in der Regierung der Russischen Föderation.

## Leben
Kolokolzew absolvierte in der Sowjetunion eine Ausbildung zum Polizisten und begann 1982 seinen Dienst bei einer Spezialeinheit, die zur Bewachung ausländischer Botschaften und Missionen in Moskau abgestellt war. Er absolvierte später ein Studium der Rechtswissenschaften und kehrte nach der Promotion in den Polizeidienst zurück. Nach einer Karriere bei der Moskauer Kriminalpolizei wechselte Kolokolzew zum russischen Innenministerium. 2007 wurde er zum Leiter der Verwaltung für innere Angelegenheiten der Oblast Orjol ernannt. 
Im September 2009 wurde er Polizeichef von Moskau. Als Chef der Moskauer Polizei war Kolokolzew unter anderem für die Polizeieinsätze bei den Protesten nach den Parlamentswahlen 2011 verantwortlich.
Im Mai 2012 wurde er von Präsident Wladimir Putin zum Innenminister der Russischen Föderation ernannt. Er ist in diesem Amt Nachfolger von Raschid Nurgalijew. Kolokolzew bekleidet den Rang eines Generals der Polizei. Er ist verheiratet, hat einen Sohn und eine Tochter.

## Sanktionen
Am 6. April 2018 wurde Kolokolzew auf die Sanktionsliste der USA gesetzt. Anlass waren Ermittlungen amerikanischer Behörden über eine russische Einflussnahme auf den Wahlkampf in den Vereinigten Staaten 2016. Nach dem Überfall Russlands auf die Ukraine wurden die Sanktionen gegen Kolokolzew im April 2022 ausgeweitet. Bereits am 25. Februar 2022 hatte die Europäische Union Sanktionen gegen ihn verhängt, am 28. Februar folgte Kanada und am 15. März Großbritannien. Kolokolzew befindet sich ebenfalls auf den Sanktionslisten der Schweiz, Australiens, Japans, Neuseelands und der Ukraine.